# Franz Wenzl Tobisch
Franz Wenzel (též Wenzl) Tobisch (26. října 1788, Meziříčí u Kadaně – 26. února 1873, Teplice) byl německý římskokatolický kněz, arciděkan, kanovník a biskupský notář původem ze severních Čech.

## Život
Franz Wenzl Tobisch se narodil v Meziříčí u Kadaně jako první syn sedláka Franze Antona Tobische (1756–1821) a Marie Anny Tschochnerové z Krásného Dvora.
Rodinu Tobischů lze vysledovat až k sedlákovi Martinu Tobischovi († 1651 v Meziříčí) a zplodil několik učenců a osobností. Mezi sourozenci Franze Wenzela byli Johann Karl Tobisch (1793–1855), profesor matematiky, fyziky, historie a latiny ve Vratislavi a Vincenz Eugen Tobisch (1800–1852) starší učitel rovněž ve Vratislavi.
Tobisch se měl na přání rodičů stát

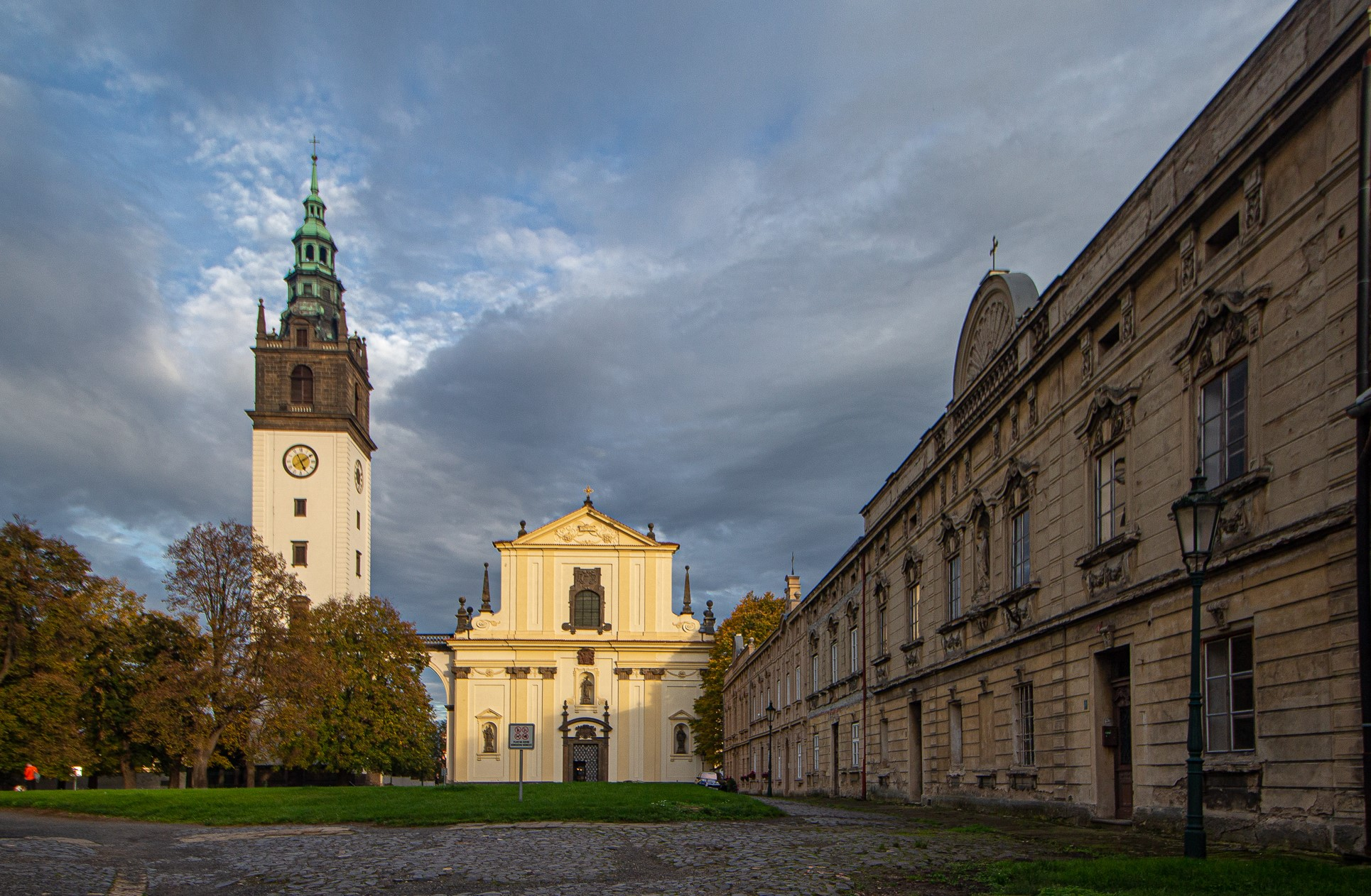
Pohled na katedrálu s věží z Dómského náměstí s kanovnickými domky

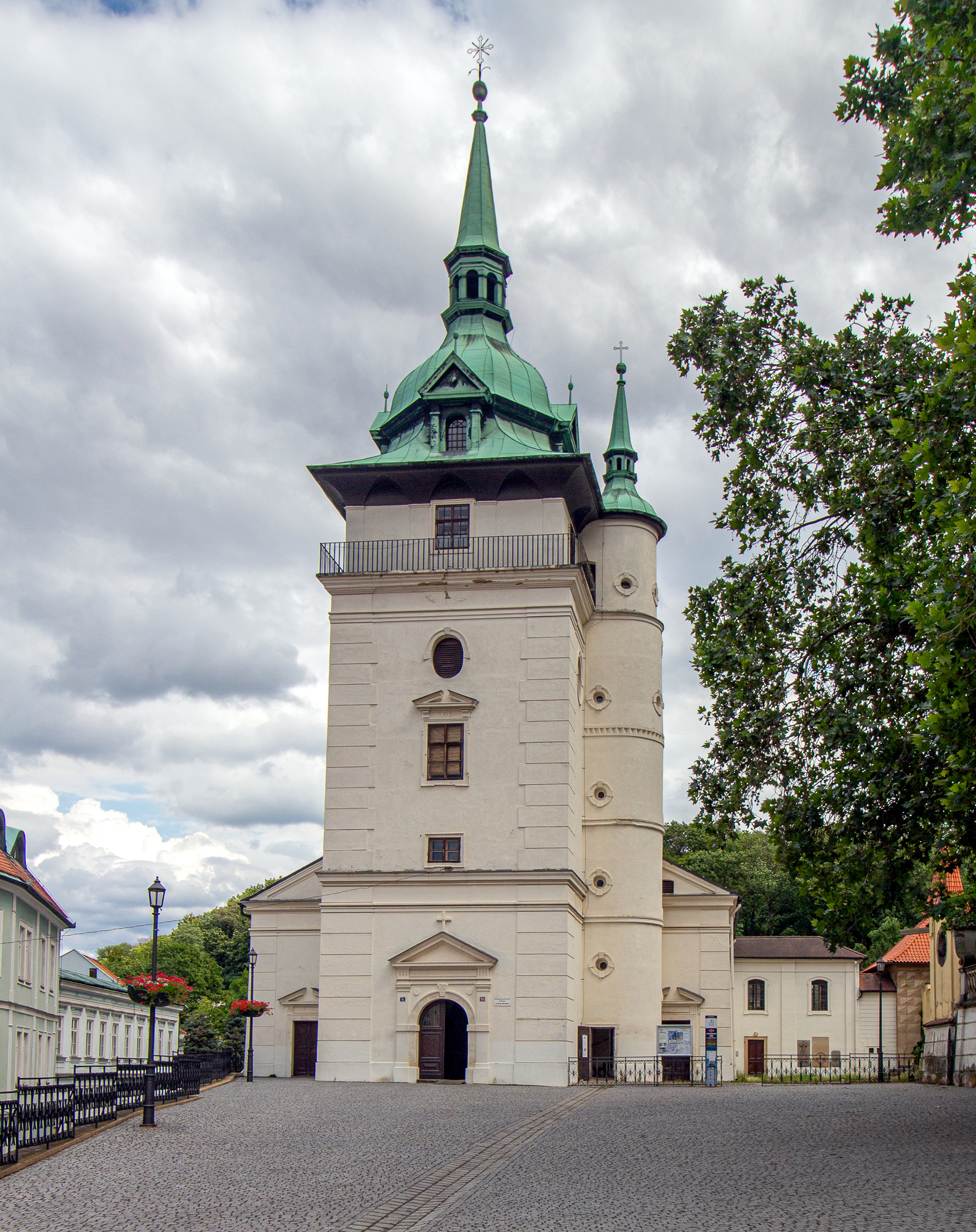
Děkanský kostel sv. Jana v Teplicích

učitelem, ale pro své všestranné nadání ho hrabě z Thunu poslal na gymnázium v Kadani. Poté vystudoval filozofii na Karlově univerzitě v Praze a teologická studia dokončil v litoměřickém semináři, kde byl 13. dubna 1814 vysvěcen na kněze. V témže roce se stal kaplanem v Teplicích a v tamním děkanském kostele měl první kázání. Na podzim roku 1818 odcestoval s hraběcí rodinou Clary-Aldringenů do Vídně jako vychovatel pozdějšího prince Edmunda Mořice z Clary-Aldringenu (1813–1894) a počátkem roku 1819 do Itálie. O této cestě si psal obsáhlý deník, který v roce 1894 upravila jeho praneteř Marianne Eggersbergová a nechala otisknout jako sérii článků v Teplitz-Schönauer Anzeiger.

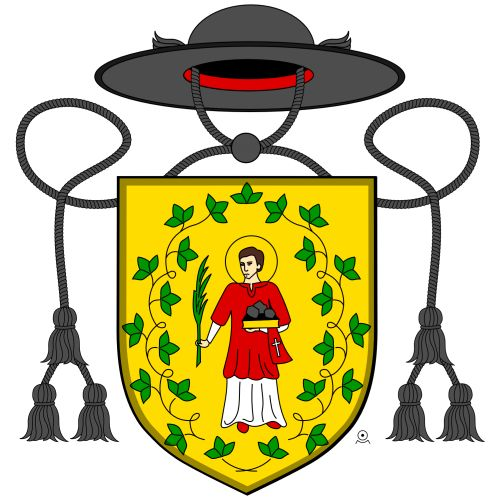
Znak katedrální kapituly v Litoměřicích, jejímž členem byl Tobisch od roku 1864 jako kanovník a arciděkan

V Teplicích byl v roce 1820 jmenován zámeckým kaplanem a tuto funkci zastával až do svého jmenování děkanem 17. dubna 1845. Později byl jmenován biskupským notářem, konsistorním radou a nakonec teplickým arciděkanem. V roce 1859 udělil císař František Josef I. Tobischovi za jeho oddanost církvi, lidem a státu záslužný kříž s korunou.
24. dubna 1864 oslavil Tobisch své 50. výročí kněžského působení. U té příležitosti zorganizovalo město Teplice několikadenní oslavy a vydalo 27stránkové memorandum. Zároveň byl městskou radou prohlášen čestným občanem města Teplice.
Arciděkan Franz Wenzl Tobisch zemřel 26. února 1873 v Teplicích a byl za velké účasti teplického obyvatelstva dne 1. března 1873 pohřben na teplickém hřbitově. Teplitz-Schönauer Anzeiger mu věnoval jedenáctidílný nekrolog. Tobisch ve své závěti odkázal částku 8 000 zlatých několika sociálním institucím, včetně dětského ústavu, nemocnice, školního fondu a církevního fondu.

## Ocenění
- 1859 Zlatý záslužný kříž s korunou od císaře Františka Josefa I.
- 1864 čestný kanovník katedrály v Litoměřicích
- 1864 čestný občan města Teplice